# L'Aiguillon-la-Presqu'île
L'Aiguillon-la-Presqu'île es una comuna nueva francesa situada en el departamento de Vandea, de la región de Países del Loira.

## Historia
Fue creada el 1 de enero de 2022, en aplicación de una resolución del prefecto de Vandea de 7 de diciembre de 2021 con la unión de las comunas de L'Aiguillon-sur-Mer y La Faute-sur-Mer, pasando a estar el ayuntamiento en la antigua comuna de L'Aiguillon-sur-Mer.

## Demografía
Según los datos aportados en la resolución del prefecto de Vandea, la comuna se crea con 2769 habitantes.

## Composición
| Comuna delegada     | Código INSEE | Población (2018) | Superficie (km²) | Densidad (hab./km²) |
| ------------------- | ------------ | ---------------- | ---------------- | ------------------- |
| L'Aiguillon-sur-Mer | 85001        | 2062             | 874              | 236                 |
| La Faute-sur-Mer    | 85307        | 664              | 6.94             | 96                  |